# Человек на часах
«Челове́к на часа́х» — рассказ Н. С. Лескова, написанный в 1887 году.

## История создания и публикации
Рассказ впервые опубликован в журнале «Русская мысль» в 1887 году (№ 4) под названием «Спасение погибавшего». Впоследствии название было изменено автором.
В основе сюжета лежит реальный факт: об этом сообщает автор в первой главе, об этом же свидетельствуют мемуары тех лет. В рассказе действуют реальные исторические личности: Н. И. Миллер (генерал-лейтенант, директор Александровского лицея), С. А. Кокошкин (в 30-е годы петербургский обер-полицеймейстер), Н. П. Свиньин (полковник).
В сборнике «Повести и рассказы», изданном С. Н. Шубинским в 1887 году, рассказ «Человек на часах» по просьбе автора был напечатан вместе с другими рассказами «о праведниках».

## Сюжет
Зимою, около Крещения, в 1839 году в Петербурге была сильная оттепель. Часовой, солдат Измайловского полка, по фамилии Постников услышал, как человек тонет, попав в полынью, и отчаянно молит о помощи. Солдат долго не решался оставить свой пост, ведь это было серьёзным нарушением устава и подсудным делом, долго мучился, но в конце концов решился и вытащил тонувшего.
Проезжавший мимо офицер придворной инвалидной команды (впоследствии упразднённой) останавливается и расспрашивает тонущего, что произошло, тем временем Постников быстро вернулся на свой пост. Офицер доставил спасённого в полицейскую часть и доложил, что он спас утопающего. Спасённый потерял сознание, ничего сказать не мог да толком и не разобрал, кто его спасал. Постников сообщил о случившемся капитану Миллеру, который в свою очередь доложил командиру батальона подполковнику Свиньину. Свиньин понял, что офицер инвалидной команды доложит приставу, а тот сообщит обер-полицмейстеру генералу Кокошкину, который во время очередного доклада сообщит об этом государю и на репутации Свиньина появится пятно, которое может погубить его карьеру. Обращаться ночью к великому князю, покровителю Свиньина, немыслимо, а утром Кокошкин уже явится к государю. В этой затруднительной ситуации, Свиньин решается на парадоксальный шаг: не удаляться от опасности, а наоборот, идти к ней и докладывает о случившимся Кокошкину.     
Кокошкин ничего не знал, поскольку пристав не сообщил ему, не видя в этом деле особой важности, хотя и подозревал, что оставшийся сухим «спаситель» нагло врёт, желая заслужить медаль. Кокошкин допрашивает спасённого, «спасителя» и пристава и в итоге прячет концы в воду, принимая версию, что утопавший был спасён офицером. Государь, по представлению Кокошкина, награждает офицера медалью «за спасение погибавших». Свиньин в свою очередь приказывает дать Постникову две сотни розог, причём поручил наказание новоприбывшим солдатам, которые били наказанного в полную силу. Постникова отнесли в лазарет, где его отечески навестил Свиньин и дал ему фунт сахару и четверть фунта чаю. Сам Постников был доволен тем, что так дёшево отделался.
Тем не менее, по городу начинают бродить слухи, на основе которых в итоге образуется городская легенда, что часовой выстрелил в человека, плывущего по реке а офицер, рискуя жизнью, бросился в воду и спас раненого. Эта история доходит до высокопоставленного священника, который не понимает, за что наказали часового. Владыка расспрашивает Свиньина, явившегося к нему за благословением, и тот рассказывает всю правду, сетуя, что вынужден принять получившееся лживое объяснение. Священник решает, что это не ложь, а неполная истина, солдат исполнил свой долг, когда спас человека, но нарушив долг, понёс наказание, которое для простолюдина не губительно, а для воина претерпеть за подвиг раны и унижение даже полезнее, чем превозноситься, а офицеры сделали правильно, скрыв правду.